# Segoe UI
Segoe UI (pronunciato /si.ɡoʊ. juː.aɪ/) è un carattere senza grazie (sans-serif) usato nei prodotti Microsoft per l'interfaccia utente così come per alcune guide on-line ed è stato progettato per visualizzare il testo in qualsiasi lingua.

## Utilizzo
È facilmente distinguibile dal suo predecessore, il font Tahoma, per le sue lettere tondeggianti. Segoe UI è solo uno dei molti font (al momento sono 27) che usano il marchio registrato Segoe; vi sono inclusi un vasto insieme di caratteri stampabili usati al proprio interno da Microsoft e dalle sue agenzie pubblicitarie, i caratteri corsivi Segoe Script e Segoe Print di Windows Vista, il Segoe Chess un carattere codificato per gli scacchi, molti caratteri Segoe Media Center e Segoe TV, che è incluso nel set-top-box di MSN TV.
Il nome Segoe è preso dalla Segoe Road di Madison, Wisconsin, dove ha vissuto uno dei progettisti della Monotype. Altri font della Monotype creati all'incirca nello stesso periodo prendono il loro nome da quello di alcune strade, come ad esempio Albany, Thorndale e Cumberland. Il nome Segoe, anche se originariamente registrato da Monotype è attualmente un marchio di Microsoft Corporation.

## Caratteristiche
Segoe UI è ottimizzato per l'ambiente di rendering di default di Vista, ClearType, ed in maniera significativa meno leggibile quando quest'ultimo è disabilitato, eccetto per le dimensioni chiave dell'interfaccia utente (8, 9 e 10 punti) nelle quali Segoe UI usa un hint rendering bi-level. Altri font pensati per il ClearType presenti in Windows Vista sono: Meiryo (giapponese), Malgun Gothic (coreano), Microsoft JhengHei (cinese tradizionale), Microsoft YaHei (cinese semplificato), Gisha (ebraico), Leelawadee (thailandese), e la ClearType Collection fonts: Calibri, Cambria, Consolas, Candara, Constantia e Corbel. La grandezza standard dei caratteri è stata portata in Windows Vista a 9 pt. per permettere la miglior presentazione e leggibilità in tutte le lingue. La versione Windows Vista di Segoe UI (versione 5.00) contiene tutto Unicode 4.1 per gli alfabeti latino, greco, cirillico e arabo il che porta il totale dei glifi rappresentati a 2843.

## Controversie
Ci sono state alcune controversie riguardo alle somiglianze tra il Segoe UI e la famiglia di caratteri Frutiger, di proprietà del produttore tedesco Linotype (dall'agosto 2006 parte di Monotype Imaging). Nel 2004 Microsoft ha registrato alcune famiglie di caratteri Segoe e Segoe Italic come caratteri originali presso l'ufficio marchi e progetti dell'Unione europea. La Linotype ha presentato ricorso nel febbraio 2006 e l'UE ha cancellato la registrazione di Microsoft. Microsoft ha fatto presente però all'UE che Linotype non è riuscita a dimostrare di aver venduto Frutiger e Frutiger Next prima del 2004. L'UE ha rigettato le proteste. È comunque da notare che l'Unione Europea ha esaminato i caratteri alla dimensione di 16 punti, nella quale molte differenze tra font simili non possono essere notate; nondimeno questo permette di evitare di notare le differenze create all'unico scopo di ottenere un carattere legalmente valido. Microsoft non ha presentato appello.

Alcune delle differenze tra Segoe UI, Segoe (In alto e in basso rispettivamente) e Frutiger (nel mezzo).

In pratica, mentre molti dei caratteri di Segoe UI sono molto simili a quelli di Frutiger, il font non è più simile di altri, meno discussi, come l'Adobe Myriad e l'Apple Podium Sans. Come è qui mostrato, molte delle lettere hanno una forma differente, il che riflette il fatto che Segoe UI e Frutiger sono pensati per usi distinti (visualizzazione su schermo a bassa risoluzione il primo e segnaletica aeroportuale il secondo). In ogni caso, Ulrich Stiehl, un forte critico del plagio dei font (che ha anche attaccato Linotype e Adobe dalle pagine del suo sito), ha chiarito che molte differenze sono state introdotte nelle versioni più recenti del carattere, mentre le versioni precedenti erano molto simili a Frutiger.
Simon Daniels, un program manager del Microsoft typography group, ha inserito nel novembre 2005 un articolo sul blog, dichiarando che: "Il font originale Segoe non è stato creato da o per Microsoft. È un carattere della Monotype che ci è stato dato in licenza e quindi successivamente esteso e personalizzato per ottenere i requisiti necessari all'utilizzo su differenti processi, applicazione e dispositivi." Un dipendente Microsoft del settore pubbliche relazioni, che ha chiesto di rimanere anonimo, ha dichiarato nell'aprile 2006: "Segoe come progetto originale è stato sviluppato da Agfa Monotype (ora Monotype Imaging) nel 2000. Nel 2003 abbiamo acquistato la famiglia Segoe e l'abbiamo usata per creare ed estendere un insieme di caratteri che hanno mantenuto il nome Segoe. Molti di questi font hanno ricevuto la tutela di un brevetto negli Stati Uniti. Segoe non è derivato da Frutiger. Microsoft ha anche una licenza aggiornata che le permette di distribuire alcuni font Frutiger insieme a prodotti Microsoft, tra cui sono inclusi Office e Windows. Ci sono differenze ben precise tra Segoe e Frutiger. In aggiunta a ciò e diversamente dai font clonati, la famiglia di font Segoe non è metricamente compatibile con Frutiger e perciò non può essere usato come sostituto.
È da notare che i caratteri possono venir copiati senza infrangere il copyright, come avviene nel caso di molti produttori di stampanti PostScript.
L'11 agosto 2006, Monotype Imaging ha annunciato di aver acquisito Linotype dalla società controllante. È da vedere se questo porterà o meno alla chiusura della questione.

## Disponibilità
Il carattere Segoe UI è disponibile all'interno dei prodotti sunnominati. È contenuto in Microsoft Office 2007 e in Windows Vista. Alcuni font Segoe, ma non Segoe UI, sono inclusi in Windows XP Media Center Edition 2005, dove sostituiscono il Trebuchet MS. 
Una precedente versione di Segoe, che è possibile fosse una versione di valutazione, è stata inclusa in alcune versioni di SuSE Linux, ma non può essere considerata come parte di questo sistema operativo. La società canadese di segnaletica elettronica Scala è stata la prima azienda a distribuire Segoe sotto licenza Monotype. Scala è anche il nome di un altro popolare carattere.

## Collegamenti
- Windows Vista avrà un nuovo font, su megalab.it.
- Microsoft cambia font: Segoe UI per Vista, su hwupgrade.it.
- Microsoft cambia font: addio Tahoma, si userà Segoe UI, su news.mrw.it.
- Segoe UI, un font non del tutto nuovo?, su tomshw.it. URL consultato il 9 giugno 2007 (archiviato dall'url originale il 27 settembre 2007).
- Frutiger e Segoe [collegamento interrotto], su humusblog.splinder.com.
- Vista e Office 12: Nuovo Font Segoe, su webmasterpoint.org (archiviato dall'url originale il 28 settembre 2007).
- (EN)  Legal Background of the Segoe Case, Una prospettiva anti-Segoe
- (EN)  Is Microsoft's Vista Font Just a Copy?, Brian Livingston, 18 aprile 2006
- (EN) Font di sistema (Segoe UI), su msdn.microsoft.com. URL consultato il 4 maggio 2019 (archiviato dall'url originale l'11 giugno 2007).